# ليام سومنر
ليام سومنر (مواليد 16 أغسطس 1993) هو لاعب كرة قدم أسترالي محترف سابق لعب مع فريق ويسترن سيدني جاينتس الكبرى ونادي كارلتون لكرة القدم في الدوري الأسترالي لكرة القدم. اختير في المسودة الوطنية لعام 2011 مع الاختيار 10 وظهر لأول مرة في الجولة 6، 2012، ضد كارلتون في ملعب دوكلاندز.